# Bánh mì Việt Nam trong văn hóa đại chúng

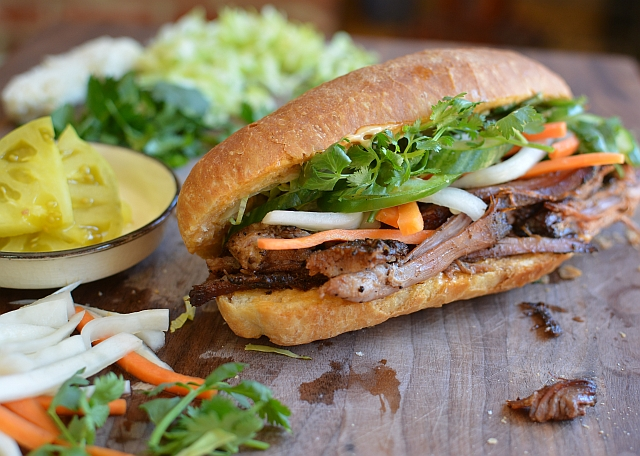
Một ổ bánh mì thịt

Bánh mì là một loại bánh mì kẹp của Việt Nam được cải biên từ món baguette của Pháp, với lớp vỏ ngoài giòn tan, ruột mềm, còn bên trong là phần nhân. Sau khi người Pháp xâm lược và cai trị Việt Nam từ giữa thế kỷ 19, bánh mì đã bắt đầu có mặt ở quốc gia này và ngày càng phổ biến trong những thập niên tiếp theo. Sau khi được biến tấu lại cho nhỏ gọn hơn vào những 1950, món ăn đã chính thức định hình với sự xuất hiện của cửa hàng Bánh mì Hòa Mã. Đến thập niên 1970, nhiều người dân bản địa đã đã di cư sang Hoa Kỳ, châu Âu và Úc, mang theo công thức bánh mì kẹp thịt của người Việt vượt qua biên giới và trải dài khắp toàn cầu.
Bánh mì Việt Nam là đề tài thường xuyên được khai thác trong các tác phẩm nghệ thuật, đặc biệt là từ năm 2020 trở đi, trải rộng trên nhiều lĩnh vực như văn chương, phim ảnh truyền hình, âm nhạc, hội họa và nhiếp ảnh. Một vài tác phẩm trong số đó đã trở nên nổi tiếng và nhận về nhiều đánh giá tích cực từ cộng đồng, tuy nhiên cũng có trường hợp làm dấy nên tranh cãi và phân cực ở phía người xem. Bên cạnh đó, một số hội thảo, lễ hội và các hoạt động kỷ niệm, tôn vinh cũng xoay quanh món bánh này, thậm chí còn có ý kiến đề xuất việc lấy ngày 24 tháng 3 làm "Ngày bánh mì Việt Nam". Ngoài ra, món bánh còn được Google Doodle tổ chức tôn vinh giữa đại dịch COVID-19 trên trang chủ ở nhiều quốc gia, cũng như xuất hiện trong Từ điển tiếng Anh Oxford cùng một số từ điển khác.

## Tác phẩm nghệ thuật

### Văn chương
Dù là món ăn rất phổ biến, nhưng bánh mì lại ít khi được đưa vào văn chương. Thế hệ học sinh ra đời sau năm 1975 có nhiều người thuộc lòng các câu thơ của Phan Thị Vàng Anh trong sách giáo khoa tiểu học: "Hôm nay trời nắng chang chang/Mèo con đi học chẳng mang thứ gì/Chỉ mang một chiếc bút chì/Và mang một mẩu bánh mì con con". Bên cạnh đó, một số nhà thơ khác như Linh Châu, Kiên Giang và Hoàng Hải Thủy cũng từng nhắc đến bánh mì trong những tác phẩm do họ sáng tác. Đồng thời, Lê Văn Nghĩa – một nhà văn sinh ra và lớn lên ở Sài Gòn – có niềm đam mê với món này đến nỗi ông đã đưa nó vào khá nhiều cuốn sách của mình như Hạt bụi bên nhau; Chú chiếu bóng, nhà ảo thuật, tay đánh bài, và tụi con nít xóm nhỏ Sài Gòn năm ấy và đặc biệt là truyện dài Mùa Hè năm Petrus. Một số tiệm bánh nổi tiếng ở Sài Gòn cũng từng góp mặt trong tiểu thuyết Cám ơn em đã yêu anh của nhà văn Duyên Anh. Không chỉ xuất hiện trong những tác phẩm viết bằng tiếng Việt, bánh mì còn xuất hiện trong một vài đầu sách Anh ngữ như Of Monkey Bridges and Bánh Mì Sandwiches: from Saigon to Texas của Oanh Ngo Usadi. Ngoài ra, người ta còn cho món bánh ấy vào các bài ca dao, tục ngữ thời hiện đại.

### Điện ảnh và truyền hình
Bánh mì Việt Nam được nhắc đến nhiều trong phim truyền hình Bánh mì ông Màu phát sóng trên HTV7, với nội dung xoay quanh nhân vật ông Màu – cựu chủ tịch của một công ty bất động sản – đã từ bỏ sự nghiệp vì muốn thực hiện ước mơ của mẹ mình còn dang dở là phát triển chuỗi cửa hàng bánh mì Việt. Các nhà sản xuất hy vọng rằng bộ phim này sẽ góp phần quảng bá món bánh mì Việt Nam. Đạo diễn Nguyễn Quang Minh cũng cho biết: "Bánh mì ngon cần hai yếu tố: nước xốt và nhân. Trong phim sẽ khai thác sâu vào hai yếu tố này. Trong đó, hai loại nhân là xíu mại trứng muối và ba rọi xốt tiêu đen". Tác phẩm đã có buổi ra mắt tại thành phố Hồ Chí Minh vào ngày 2 tháng 10 năm 2020.
Một tác phẩm khác có liên quan đến bánh mì Việt Nam là Vua bánh mì, với phần kịch bản được mua bản quyền từ Hàn Quốc. Bánh mì trong phim là loại bánh được sản xuất trong nhà máy, mang yếu tố hiện đại. Tuy nhiên, đạo diễn Phương Điền cho biết anh chỉ lấy cốt truyện, còn "chuyện làm bánh phải thuần Việt Nam". Để vào vai, diễn viên Cao Minh Đạt cùng một số người khác đã phải đi học làm bánh tại công ty sản xuất bánh chuyên nghiệp, ngoài ra các phân cảnh chế biến cũng được chỉnh sửa phù hợp với nền văn hóa Việt Nam. Ngoài những tác phẩm trên, bánh mì còn góp mặt trong một số bộ phim tài liệu gồm Sandwiches That You Will Like năm 2002 của mạng truyền thông công cộng PBS, chương trình Street Food được phát hành trên nền tảng Netflix, cũng như trong một tập của show truyền hình thực tế It's Supertime.

### Âm nhạc
Ở lĩnh vực này, bánh mì đã xuất hiện trong một số tác phẩm gây tiếng vang lớn và trở thành một trào lưu trên mạng xã hội. Ca khúc "Bánh mì không" của Đạt G và Du Uyên phát hành năm 2019 được lấy cảm hứng từ tiếng rao bánh mì trên những con hẻm của Sài Gòn. Do đây là thứ đồ ăn gắn liền với tuổi thơ của Đạt G nên từ lâu anh đã ấp ủ ý định đưa bánh mì vào âm nhạc. Sau khi ra mắt, nhạc phẩm đã gây tiếng vang lớn và được khán giả đón nhận nồng nhiệt.
Trong sự kiện quảng bá bánh mì diễn ra vào năm 2020, Sở Du lịch Thành phố Hồ Chí Minh cùng nhạc sĩ Nguyễn Hải Phong đã cho ra mắt bài hát "Tôi yêu bánh mì Sài Gòn" nhân dịp kỷ niệm 9 năm từ "banh mi" được đưa vào từ điển Oxford. Ê-kíp sáng tác đã thực hiện bài hát bằng cách kết hợp ngũ âm với giai điệu vè, đàn nhị truyền thống, phối khí trên nền nhạc hiện đại. Năm 2021, tác giả Lương Kim Long đã sáng tác nên ca khúc "Bánh mì Sài Gòn, đặc biệt thương nhau" do giọng ca Phú Hiển thể hiện, với phong cách nhạc pop cùng màu sắc tươi vui và lạc quan. Sau khi phát hành trên mạng xã hội, tác phẩm đã nhận về những lời khen từ cả giới chuyên môn lẫn khán giả.
Vào năm 2023, rapper Phúc Du đã tung ra nhạc phẩm "Yêu anh đi mẹ anh bán bánh mì", trong đó nhân vật chính của bài hát đã mượn lời tỏ tình một cô gái để bày tỏ tình cảm chân thành dành cho mẹ mình. Kể từ khi công bố, bài hát ngay lập tức gây sốt trong cộng đồng mạng và trở thành một trào lưu kéo dài đến tận nửa năm, thu hút sự tham gia của rất nhiều bạn trẻ lẫn nghệ sĩ người Việt.

### Hội họa

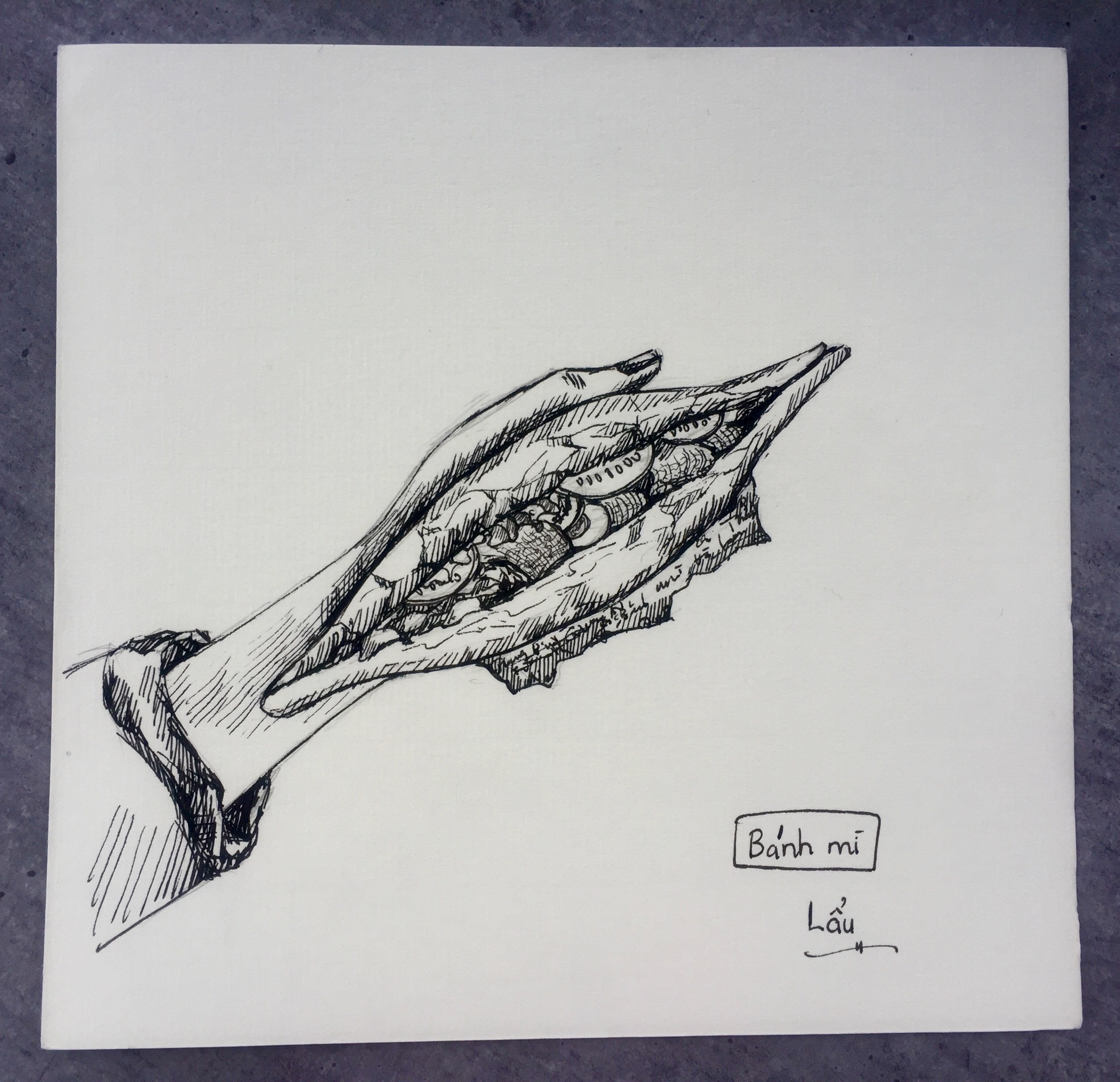
Một bức ký họa về bánh mì

Bánh mì đã xuất hiện trong nhiều tác phẩm hội họa của giới trẻ Việt Nam thời hiện đại. Đầu tháng 3 năm 2020, một nhóm nghệ sĩ trẻ đã cùng nhau vẽ bộ tranh với đề tài xoay quanh ổ bánh mì, tập trung vào những biến tấu trải dài khắp ba miền Việt Nam. Trong khoảng thời gian 9 tiếng thực hiện bộ tranh, các họa sĩ đã chọn ra những loại bánh mì quen thuộc nhất với bản thân để giới thiệu đến khán giả. Ngày 24 tháng 3 năm 2020, Google đã tổ chức tôn vinh bánh mì Việt Nam trên trang chủ tìm kiếm ở một số quốc gia – bao gồm Việt Nam, Canada, Úc và Nhật Bản – với hình vẽ Doodle do tác giả Olivia Huỳnh, một hoạ sĩ gốc Việt đang làm việc tại Google thực hiện. Hình vẽ Doodle này dựa trên phiên bản thử nghiệm của một đồng nghiệp cùng nhóm, lấy cảm hứng từ những xe bánh mì khắp phố phường Việt Nam. Khoảng hai tháng sau, món ăn tiếp tục xuất hiện trong một dự án nghệ thuật trực tuyến mang tên More of Something Good, với các tác phẩm do những họa sĩ minh họa đang sinh sống ở Úc thực hiện.
Tháng 8 năm 2021, vào lúc Thành phố Hồ Chí Minh đang nằm trong giai đoạn giãn cách xã hội do những ảnh hưởng của đại dịch COVID-19 tại Việt Nam, anh Nguyễn Sơn Tùng đã cùng người bạn họa sĩ minh họa sáng tác nên bộ tranh Đói bụng Sài Gòn ơi. Bộ tranh này bao gồm 11 bức vẽ, xoay quanh những món ăn quen thuộc như phở, cơm tấm, bánh mì và hủ tiếu gõ,... Vào tháng 9 năm 2022, họa sĩ Lê Sa Long đã bắt đầu thực hiện một dự án hội họa với nội dung xoay quanh ổ bánh mì, được anh thể hiện theo phong cách pop art. Cũng trong thời điểm đó, một nam thanh niên người Philippines tên Daniel Tingcungco đã công bố bộ sưu tập tranh vẽ về ẩm thực Việt Nam do anh bắt tay minh họa, trong đó không thể thiếu món bánh mì Việt Nam.

### Nhiếp ảnh
Vào năm 2021, một bức ảnh với điểm nhấn là ổ bánh mì đặt giữa phông nền của những mái nhà ở phố cổ Hội An đã đạt hơn 16.000 lượt yêu thích trên trang cộng đồng nhiếp ảnh quốc tế National Geographic. Nhiếp ảnh gia Trần Tuấn Việt, chủ nhân của bức ảnh trên, chia sẻ rằng anh đã bắt trọn khoảnh khắc này trong một chuyến đi tới Đà Nẵng và Hội An, thế nhưng đến tận 5 năm sau thì anh mới chọn tác phẩm này để tham gia một thử thách do National Geographic phát động. Bên cạnh đó, một bộ ảnh lấy chủ đề bánh mì do nghệ sĩ Nelly Nguyen thực hiện đã gây tranh cãi dữ dội vì cách thể hiện bị cho là quá phản cảm.

## Sự kiện
Năm 2011, thuật ngữ "banh mi" đã được công nhận trong Từ điển tiếng Anh Oxford kèm theo ghi chú "Là loại sandwich của Việt Nam gồm một chiếc bánh mì (theo truyền thống được nướng bằng cả bột gạo lẫn bột mì) với nhiều loại nguyên liệu khác nhau, thường là thịt, rau ngâm và ớt." Hơn mười năm sau, món bánh tiếp tục xuất hiện trong từ điển của Merriam-Webster với định nghĩa là một loại sandwich thường có vị cay trong ẩm thực Việt Nam. Cùng với đó, nó còn góp mặt trong những từ điển khác như Từ điển tiếng Anh Collins hoặc Từ điển Di sản Hoa Kỳ về Ngôn ngữ Anh.
Tháng 5 năm 2018, giải thưởng James Beard được tổ chức và tiệm bánh Đông Phương đã giành chiến thắng ở hạng mục "James Beard Foundation America's Classics". Trong khuôn khổ Miss Universe của cuộc thi Hoa hậu Hoàn vũ thế giới 2018 tại Thái Lan, H'Hen Niê đã mặc một chiếc váy có hình giỏ bánh mì, qua đó thu hút được nhiều sự chú ý ở cả trong lẫn ngoài nước. Ý tưởng cho mẫu váy này đến với nhà thiết kế Phạm Phước Điền khá bất ngờ, giữa lúc anh đang cạn ý tưởng. Anh kể "Trong một buổi đi làm về, tôi thấy hình ảnh người nước ngoài đứng xếp hàng mua bánh mì và thưởng thức trong sự vui vẻ, hạnh phúc. Thế là tôi đặt bút vẽ với quyết tâm quảng bá văn hóa ẩm thực của Việt Nam ra thế giới".
Sở Du lịch Thành phố Hồ Chí Minh đã phối hợp với Hiệp hội Văn hóa Ẩm thực Việt Nam nhằm tổ chức các hoạt động kỷ niệm, tôn vinh, giới thiệu rộng rãi hơn đến bạn bè và du khách quốc tế về nét đặc sắc của bánh mì Việt Nam thông qua tuần lễ "Tôi yêu Bánh mì Sài Gòn", bắt đầu diễn ra từ ngày 24 đến 31 tháng 3 năm 2020. Đây là chương trình nằm trong chuỗi hoạt động về chiến dịch truyền thông "Du lịch ẩm thực" Thành phố Hồ Chí Minh - Giai đoạn 1 mang tên "Bánh mì Sài Gòn." Tuần lễ này đã nhận được sự tham gia, hưởng ứng của rất nhiều doanh nghiệp du lịch, thương hiệu bánh mì, doanh nhân cũng như các văn nghệ sĩ. Vào ngày 25 tháng 2 năm 2020, trong khi cách ly 20 người Hàn Quốc tại Việt Nam để phòng bệnh virus corona 2019, khu cách ly đã cung cấp cho họ món bánh mì thịt và bỗng chốc món ăn này trở thành tâm điểm chú ý một lần nữa bởi vì thái độ của người ăn. Ngày 24 tháng 3 cùng năm, Google Doodle đã tổ chức tôn vinh bánh mì Việt Nam giữa đại dịch COVID-19 trên trang chủ ở nhiều quốc gia, ngoài ra đây cũng là thời điểm mà bánh mì được đưa vào từ điển Oxford 9 năm về trước.
Vào tháng 10 năm 2022, nhiều hiệp hội, trường đại học và công ty đã bắt tay thực hiện một hội thảo khoa học mang tên "Hành trình bánh mì Việt Nam: Từ giao thoa văn hóa ẩm thực đến giá trị thương hiệu quốc gia", với mục đích góp phần quảng bá văn hóa bản địa cũng như thúc đẩy kích cầu du lịch Thành phố Hồ Chí Minh. Hội thảo quy tụ sự tham gia của hơn 1.000 người, từ những đầu bếp nổi tiếng trên thế giới cho đến đội ngũ chuyên gia ẩm thực trong và ngoài nước, cùng các giảng viên và sinh viên của nhiều trường đại học khác nhau. Tại đây, các khách mời trình bày tham luận theo 4 chủ đề khác nhau, từ lịch sử hình thành món ăn cho đến sức hấp dẫn của bánh mì Việt với thế giới.
Năm 2023, Hiệp hội Du lịch và Sở Du lịch Thành phố Hồ Chí Minh đã tổ chức Lễ hội bánh mì Việt Nam lần thứ nhất, diễn ra từ ngày 30 tháng 3 đến hết ngày 2 tháng 4 và quy tụ 120 gian hàng của các đơn vị nhà hàng, tiệm bánh cũng như nhà cung cấp hàng đầu tại thành phố. Ngoài bánh mì truyền thống, các loại bánh mì que, bánh mì Pháp hoặc những biến tấu theo nhiều phong cách khác nhau cũng được giới thiệu tại đây. Trong buổi tổng kết, người ta ghi nhận rằng lượng khách tham dự lễ hội đã chạm mốc 100.000 người, vượt xa kỳ vọng của ban tổ chức. Bên cạnh đó, bà Nguyễn Thị Khánh – Chủ tịch Hiệp hội Du lịch TP.HCM – cũng chính thức công bố đề xuất việc lấy ngày 24 tháng 3 làm "Ngày bánh mì Việt Nam".
Tháng 8 năm 2023, Tổ chức Kỷ lục Việt Nam đã công nhận mô hình tháp bánh mì trưng bày tại Lễ hội ẩm thực Festival biển Nha Trang là "Mô hình thác bánh mì lớn nhất Việt Nam". Tác phẩm được tạo thành từ hơn 800 ổ bánh mì đặc ruột với kích thước từ 10–60 cm, qua đó giúp nó đạt chiều cao 3,2 m và chiều dài 6 m. Vào cuối tháng 9 cùng năm, đội ngũ đầu bếp và thợ bánh của công ty TNHH liên doanh SAF–Việt đã cho ra lò ổ bánh mì khổng lồ với chiều dài gần 1,7 m, rộng hơn 0,5 m, cao 0,3 m và đạt cân nặng đến 11 kg, được công nhận là ổ bánh mì lớn nhất từng được thực hiện. Cũng trong thời điểm đó, bánh mì còn vinh dự góp mặt trong danh sách 121 món ẩm thực tiêu biểu Việt Nam. Tháng 3 năm 2024, Hội Truyền thông Thành phố Hà Nội cùng các đối tác đã phối hợp tổ chức sự kiện "Chuyện về bánh mì" nhân dịp kỷ niệm ngày bánh mì được đưa vào Từ điển Oxford. Bên cạnh đó, cũng có ý kiến cho rằng Việt Nam nên đăng ký bản quyền cho món ăn này.